# Wonka
Wonka – amerykański film fantasy z 2023 roku wyreżyserowany przez Paula Kinga. Opowiada historię Willy'ego Wonki, postaci z powieści Roalda Dahla Charlie i fabryka czekolady z 1964 roku, przedstawiającą jego początki jako cukiernika. W filmie w roli tytułowej występuje Timothée Chalamet.
Jest to trzeci film aktorski oparty na powieści Roalda Dahla, po Willym Wonce i fabryce czekolady (1971) oraz Charliem i fabryce czekolady (2005).

## Fabuła
Willy Wonka, początkujący magik, wynalazca i cukiernik, przybywa do Europy, aby otworzyć swój sklep z czekoladą w Galerii Smakoszy. Po wyczerpaniu swoich skromnych oszczędności zostaje zmuszony do pozostania w pensjonacie pani Skrobicz przez jej pomocnika, Bielarza. Pomimo ostrzeżenia sieroty Nitki o konieczności czytania drobnego druku, Wonka podpisuje umowę, ponieważ jest analfabetą. Nie mogąc uiścić kosztownych opłat nałożonych na niego na mocy umowy, Wonka zostaje schwytany i zmuszony do pracy w pralni. Aby spłacić dług, Wonka próbuje sprzedać czekoladki, od których ludzie latają, spotykając się z kpinami ze strony trzech rywalizujących ze sobą producentów czekolady, którzy wzywają szefa policji do konfiskaty jego zarobków za sprzedaż czekoladek bez posiadania odpowiedniego sklepu.
Wonka ucieka z pomocą Nitki po tym, jak oszukali Bielarza i Skrobicz, aby się w sobie zakochali. Aby wyprodukować swoją popisową czekoladę, Wonka i Nitka jadą do lokalnego zoo i doją żyrafę Abigail. Po spotkaniu z szefem policji Wonka i Nitka dowiadują się od Abakusa Całki o „kartelu czekoladowym”, który współpracuje, aby przechowywać czekoladę w skarbcu pod katedrą.
Wonka i jego nowi przyjaciele wyruszają na krucjatę sprzedaży czekolady, aby spłacić swoje długi. Wonka otwiera swój wymarzony sklep z czekoladą. Szef i kartel czekoladowy, którzy teraz nie mogą go aresztować, ponieważ ma legalny sklep, ujawniają pani Skrobicz sklep Wonki. Skrobicz i Bielarz zatruwają jego czekoladki składnikami powodującymi wzrost włosów. W rezultacie wściekli klienci plądrują sklep Wonki i powodują pożar, który niszczy lokal. Wonka zgadza się na ofertę kartelu dotyczącą opuszczenia miasta statkiem, aby spłacić wszystkie długi. Wszyscy jeńcy Skrobicz zostają uwolnieni, z wyjątkiem Nitki, ponieważ Szlagwart płaci Skrobicz za trzymanie jej tam na czas nieokreślony. Na łodzi Wonka dowiaduje się, że Nitka jest siostrzenicą Szlagwarta. Wonka ratuje Nitkę z pomocą grupy i wspólnie ustalają strategię mającą na celu zdobycie obciążającej księgi rachunkowej kartelu.
Wonka i Nitka infiltrują bazę kartelu. Spotykają się z przywódcami kartelu. Następnie kartel zamyka Wonkę i Nitkę w skarbcu i próbuje utopić ich w czekoladzie. Ratuje go Umpa-Lump, którego Wonka poznał wcześniej i jest mu winny czekoladę. Wonka ujawnia władzom i opinii publicznej występki kartelu. Przyjaciele Wonki wypuszczają rezerwę czekolady kartelu przez fontannę, rujnując przedsięwzięcie kartelu. Wonka rozpakowuje ostatnią tabliczkę czekolady, którą dała mu matka, i znajduje złoty papier z wiadomością: „Liczy się to, z kim dzielisz się czekoladą”, więc dzieli się nią z przyjaciółmi. Na końcu Wonka razem z Umpa-Lumpem buduje i otwiera własną fabrykę czekolady.

## Obsada
- Timothée Chalamet jako Willy Wonka, początkujący magik, wynalazca i cukiernik z marzeniem o otwarciu własnego sklepu z czekoladą[1]
- Colin O'Brien jako młody Willy Wonka[1]
- Calah Lane jako Nitka, sierota, która zostaje asystentką Willy'ego[1]
- Keegan-Michael Key jako szef policji uzależniony od czekolady, który jest w zmowie z kartelem czekoladowym[1]
- Paterson Joseph jako Artur Szlagwart, skorumpowany biznesmen i przywódca kartelu czekoladowego[1]
- Matt Lucas jako Wściubnos, skorumpowany biznesmen i członek kartelu czekoladowego[1]
- Mathew Baynton jako Figielcukier, skorumpowany biznesmen i członek kartelu czekoladowego[1]
- Sally Hawkins jako pani Wonka, zmarła matka Willy'ego Wonki[1]
- Rowan Atkinson jako ojciec Juliusz, skorumpowany ksiądz uzależniony od czekolady w zmowie z kartelem czekoladowym[1]
- Jim Carter jako Abakus Całka, który wyjawia Wonce istnienie kartelu czekoladowego po wcześniejszej pracy jako księgowy u Szlagwarta[1]
- Natasha Rothwell jako Porcelia Bęc[1]
- Olivia Colman jako pani Skrobicz[1]
- Hugh Grant jako Umpa-Lump[1]
- Rich Fulcher jako Larry Śmiechuwart[1]
- Rakhee Thakrar jako Ludka Bell[1]
- Tom Davis jako Bielarz[1]
- Kobna Holdbrook-Smith jako Oficer Attable[1]
- Simon Farnaby jako Bazyli[1]
- Tracy Ifeachor jako Dorothy Smith, matka Nitki[1]
- Tim FitzHigham jako kapitan statku[1]

## Casting
Timothée Chalamet i Tom Holland byli faworytami do roli tytułowej po dołączeniu Kinga do projektu. Do tej roli rozważano już Donalda Glovera, Ryana Goslinga i Ezrę Millera. King był pod wrażeniem występów Chalameta w Tamte dni, tamte noce (2017) i Lady Bird (2017). King zaproponował aktorowi tę rolę bez przesłuchania po obejrzeniu na YouTube jego występów w szkole średniej, co potwierdziło jego umiejętności wokalne i taneczne.
Chalamet dorastał jako fan obu poprzednich filmów o Wonce i chciał przedstawić tę postać w inny sposób niż Gene Wilder i Johnny Depp.
Chalamet został oficjalnie obsadzony w maju 2021 roku i zapłacono mu za jego zaangażowanie 9 milionów dolarów.
We wrześniu 2021 roku ogłoszono, że Keegan-Michael Key, Sally Hawkins, Rowan Atkinson, Olivia Colman i Jim Carter znaleźli się wśród najnowszych członków obsady. Zdjęcia kręcono m.in. w Londynie, Oksfordzie i Bath.

## Box office
Do 1 lutego 2024 r. Wonka zarobił 196,4 mln dolarów w Stanach Zjednoczonych i Kanadzie oraz 357,3 mln dolarów w innych, co daje łącznie 553,7 mln dolarów na całym świecie.
Na tydzień przed premierą kinową w USA Wonka zarobił 43,2 miliona dolarów w 37 krajach. Największe sumy pochodziły z Wielkiej Brytanii (11,1 mln dolarów), Meksyku (5,2 mln dolarów), Hiszpanii (4,4 mln dolarów), Niemiec (3,6 mln dolarów), Włoch (3,4 mln dolarów), Chin (3,3 mln dolarów), Japonii (3,1 mln dolarów) i Brazylia (2 miliony dolarów).

## Oceny
- W serwisie IMDb zyskał średnią ocenę 7.2/10[12]
- W serwisie Filmweb zyskał średnią ocenę 6.8/10[13]